# Anne-François Édouard de Chabrol de Crousol
Anne François Edouard de Chabrol, comte de Chabrol-Crousol, né à Paris le 31 août 1798 et mort au château du Molay le 18 décembre 1883, fut maître des requêtes au Conseil d'État, gentilhomme honoraire de la Chambre du roi, chevalier de la légion d'honneur. Il est le fils du comte Christophe de Chabrol de Crouzol, Pair de France. Il épousa le 1er avril 1826, Pauline Hélène Marie Le Couteulx du Molay, morte au Molay le 2 octobre 1875, fille du baron Jean Félix, et d'Alexandrine Sophie Germaine Le Couteulx. Quatre filles sont issues de ce mariage.
La famille était propriétaire du Manoir du Molay. Collectionneur d'art et bibliophile, il est le grand-père du compositeur français Vincent d'Indy.